# 望花亭水库
望花亭水库是中国河南省南阳市方城县二郎庙镇境内的一座水库，位于礓石拉河上，建于1958年。水库正常库容为1750万立方米，集雨面积为45平方千米，海拔为151.3米。